# Corpus de Tarragona
La festivitat del Corpus a la ciutat de Tarragona pertany al cicle anual de celebracions d'aquesta localitat. És una festa inserida dins el període de la primavera, i s'esdevé entre els mesos de maig o juny, 60 dies després del Diumenge de Resurrecció. És una de les festes més antigues entre les que se celebren en aquesta població. Juntament a la de les Festes de Santa Tecla, conté una de les dues úniques processons que s'han realitzat ininterrompudament des del segle xiv fins a l'actualitat.
La festa de Corpus és celebrada molt destacadament des del 1357 a instàncies de l'arquebisbe Sanç López d'Ayerbe, i conté encara avui alguns dels elements essencials i definidors, com l'ou com balla en la font del claustre de la catedral, els tocs de campanes, l'ofici religiós, la processó amb la custòdia, i la coca de cireres.